# أوزوالدو ماكنزي
أوزوالدو ماكنزي (بالإسبانية: Oswaldo Mackenzie) هو لاعب كرة قدم كولومبي، ولد في 19 يناير 1973 في بارانكيا في كولومبيا. لعب مع أتلتيكو جونيور.

## وصلات خارجية
- أوزوالدو ماكنزي على موقع قاعدة بيانات كرة القدم.إي يو (الإنجليزية)
- أوزوالدو ماكنزي على موقع ناشيونال فوتبول تيمز (الإنجليزية)